# Statua colossale di Claudio
La statua colossale di Claudio si trova ai Musei Vaticani e proviene dagli scavi del teatro di Caere. Pur priva delle braccia e delle gambe, è alta 1,57 metri.

## Storia e descrizione
La datazione avanzata è quella della censura di Claudio del 47, quando elargì provvidenze alle città etrusche, che dal canto loro avrebbero potuto ringraziare l'imperatore erigendogli il presente monumento. 
L'imperatore è raffigurato nella posa della statua di culto di Giove Capitolino, seduto e con in testa un corona civica di quercia. Una testa di Claudio, proveniente dallo stesso scavo, dove peraltro sono stati rinvenuti numerosi ritratti di personaggi della dinastia giulio-claudia, si trova oggi nella Ny Carlsberg Glyptotek di Copenaghen.
La testa della statua in Vaticano mostra i segni dell'età, ha una forma accentuatamente triangolare e un'espressione velata di malinconia, soprattutto per i piccoli occhi accigliati. Il naso è grosso e uniforme, la bocca sottile inquadrata da profonde rughe sulle guance. L'esecuzione accurata ha saputo rendere i morbidi passaggi dell'epidermide, con un certo ritorno alle forme ellenistiche "barocche", che ebbe il suo culmine nella seconda metà del I secolo d.C. La capigliatura però appare semplificata e ciò è il principale elemento che la differenzia dai modelli analoghi del I secolo a.C. (si parla quindi di "neo-barocco").
Dal trono di questa statua provengono forse i rilievi con le raffigurazioni di eroi eponimi e divinità protettrici dei XV populi Etruriae.

## Altre immagini

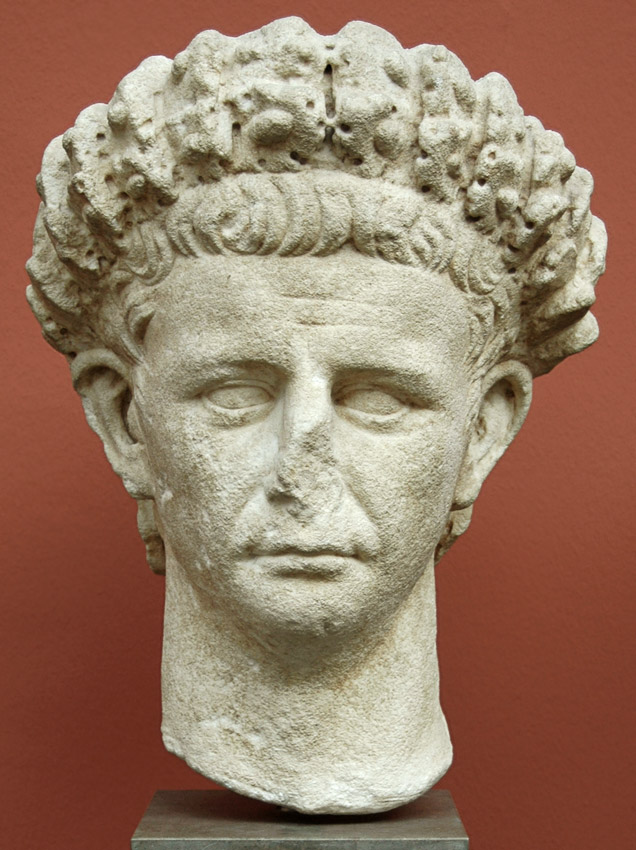
La testa di Copenaghen